# Хондзьо (Сайтама)

36°14′38″ пн. ш. 139°11′25″ сх. д. / 36.24389° пн. ш. 139.19028° сх. д.
Хондзьо́ (яп. 本庄市, ほんじょうし, МФА: [hond͡ʑoː ɕi̥]) — місто в Японії, в префектурі Сайтама.

## Короткі відомості
Розташоване в північній частині префектури, на південному березі річки Тоне. Виникло на основі середньовічного постоялого містечка на шляху Тюдзан. В часи реставрації Мейдзі було одним з центрів шовківництва. Основою економіки є сільське господарство, текстильна промисловість. Станом на 1 жовтня 2008 площа міста становила 89,71 км². Станом на 1 січня 2009 населення міста становило 81 776 осіб.

## Міста-побратими
- Кадзо, Японія
- Сібукава, Японія